# Heterochelus parvulus
Heterochelus parvulus är en skalbaggsart som beskrevs av Hermann Burmeister 1844. Heterochelus parvulus ingår i släktet Heterochelus och familjen Melolonthidae. Inga underarter finns listade i Catalogue of Life.